# Pilaszkowice Drugie
Pilaszkowice Drugie – wieś w Polsce położona w województwie lubelskim, w powiecie świdnickim, w gminie Rybczewice. Leży przy drodze wojewódzkiej nr 837 na lewym brzegi Giełczewki (dopływ Wieprza).
W latach 1975–1998 miejscowość administracyjnie należała do ówczesnego województwa lubelskiego.
Wieś jest sołectwem w gminie Rybczewice. Według Narodowego Spisu Powszechnego z roku 2011 wieś liczyła 283 mieszkańców.
Wierni Kościoła rzymskokatolickiego należą do parafii św. Stanisława w Sobieskiej Woli.

## Historia
Pilaszkowice dawniej Pielaszkowice – obecnie Pilaszkowice Pierwsze i Pilaszkowice Drugie. Wieś notowana od XIV wieku. W roku 1359 nazywana „Pielaskowicze”, 1414 – „Pyelasscouicz”, 1416 – „Pellescouicze”, „Pellasscouicze”.
Wieś była własnością królewską od czasu kiedy na starych rolach i lasach zwanych Pilaszkowice lokowano nową wieś na prawie magdeburskim. Lokacji dokonał zgodnie z wolą Władysława Jagiełły szlachetny Piotr z Dominowa w roku 1425.
W wieku XVI wieś jest tenutą królewską. W 1519 roku tenutariuszem był Andrzej Rzeszowski, w roku 1522 tenutę obejmował Marcjan Chełmski, syn Mikołaja, dworzanin królewski. Drogą zamiany wieś przechodzi w drugiej połowie XVI wieku posiadanie Jana Tęczyńskiego wojewody sandomierskiego, a następnie w wieku XVII do rąk rodu Sobieskich, którzy w stężyckim mieli swoje majętności rodowe (Sobieszyn).
Według spisu miast, wsi, osad Królestwa Polskiego Pilaszkowice stanowiły wieś prywatną w parafii Częstoborowice, w której było 49 domów i 459 mieszkańców.

Według spisu powszechnego z roku 1921 w Pilaszkowicach było 253 domów i 1627 mieszkańców, istniał również folwark Pilaszkowice z 10 domami i 175. mieszkańcami.